# Keisai Eisen
Keisai Eisen (渓斎 英泉) ili Ikeda Eisen, poznat i kao Ippitsuan (njegov spisateljski pseudonim), (Tokyo, 1791. – Tokyo, 1848.) bio je jedan od najslavnijih japanskih slikara i grafičara Ukiyo-e stila.
Živio je i djelovao u Edu (danas Tokyo) gdje se smatrao klasikom japanskih višebojnih drvoreza u kojima je izrađivao žanr-scene iz gradskog života, ženske portrete (pretežito kurtizana), erotske prizore i miniciozno izvedene serije insekata, školjaka i ptica. Njegov najslavniji putopis, Šezdeset i devet postaja na Kiso Kaidō putu, završio je Hiroshige 1848. godine.
Napisao je knjigu Povijest Ukiyo-e slikarstva u kojoj je opisao živote najslavnijih japanskih slikara.
Utjecao je na Vincenta van Gogha i secesijsku ornamentiku.

## Odabrana djela
- Oiran (najvišeg ranga) kurtizana Nishiki-e, drvorez, 1820.
- Prijelaz Honjo na Kisokaido putu, drvorez iz putopisa 69 pogledan na Kisokaido, 1848.
- Nihonbashi na Kisokaido putu, drvorez iz putopisa 69 pogledan na Kisokaido, 1848.

## Vanjske poveznice
- Dan McKee, Keisai Eisen
- John Fiorillo, Keisai Eisen  Arhivirana inačica izvorne stranice od 18. travnja 2008. (Wayback Machine)